# Oligonychus coffeae
Oligonychus coffeae es una especie de ácaro; se considera la peor plaga del té. Aparece en las hojas en el período de crecimiento activo del café y el té. Está bastante distribuido por las zonas de cultivo de estas especies, aunque se desconoce un poco su distribución en África Occidental y hay regiones donde no se ha registrado. Su desarrollo está supeditado a la humedad y el calor. Óptimos a 20-30 °C y un 49-94 % de humedad relativa, puede llegar a producir 22 generaciones al año en estas condiciones.

## Características
Se conocen individuos de ambos sexos, las hembras son de color rojo oscuro, tienen 7 setas táctiles y una sensorial en la tibia, hay 3 setas táctiles y una sensorial en el tarso. Los machos tienen una doblez distal, que es un astil que se va haciendo una punta cada vez más fina.

## Efectos sobre la planta
Las hojas aparecen de colores anormales con manchas amarillas y pringosas, pueden promover una caída anormal de la hoja o necrosis. Aparecen puntos amarillentos en la hoja y en el pecíolo, las colonias de estos ácaros prefieren la superficie de las hojas maduras, pero en plagas graves también se instalan en las jóvenes.

## Hospedadores
Hospedadores primarios: Camellia sinensis, Coffea, Coffea arabica
Hospedadores secundarios: Anacardium occidentale, Citrus, Cinnamomum camphora, Corchorus capsularis, Elaeis guineensis, Eucalyptus globulus, Gossypium, Hevea brasiliensis, Indigofera, Lagerstroemia, Manihot esculenta, Mangifera indica, Morus alba, Vigna mungo, Ricinus communis, Terminalia catappa, Vitis vinifera.

## Control
Se han descubierto plantas de té resistentes. Lo que más se usa son aracnicidas: ditano WP, pyridaben E, quinalphos o bifenthrin. Hay que eliminar cualquier hoja posiblemente infectada tras la recolección. Existen predadores que han de emplearse junto a métodos pesticidas.
Predadores: 
- Agistemus, ataca huevos, larvas, ninfas y adultos en India.
- Amblyseius herbicolus, ninfas y adultos.
- Amblyseius idaeus, ataca huevos, larvas, ninfas y adultos en Kenia.
- Amblyseius maai, ninfas y adultos.
- Amblyseius taiwanicus, ninfas y adultos.
- Cunaxa, ataca huevos, larvas, ninfas y adultos en India.
- Euseius ovalis, ninfas y adultos.
- Geocoris ochropterus, ninfas y adultos en India.
- Neoseiulus longispinosus, ninfas y adultos.
- Phytoseiulus persimilis, ataca huevos, larvas, ninfas y adultos en Kenia.
- Stethorus exspectatus, ataca huevos, larvas, ninfas y adultos en Nueva Guinea.
- Stethorus exsultabilis, ataca huevos, larvas, ninfas y adultos en Nueva Guinea.

- Datos: Q10608834